# 1201 Third Avenue
1201 Third Avenue (wcześniej Washington Mutual Tower) – drugi co do wielkości drapacz chmur w Seattle. Budynek mieści się przy Trzeciej Alei 1201 (1201 Third Avenue), a jego wysokość wynosi 235 metrów (55 kondygnacji), co sprawia, że jest on ósmym co do wielkości budynkiem na Zachodnim Wybrzeżu USA.
W budynku do niedawna mieściła się siedziba Washington Mutual, jednak została ona przeniesiona do mieszczącego się nieopodal WaMu Center.
Budowa wieżowca rozpoczęła się w 1986 i trwała do roku 1988.

## Galeria

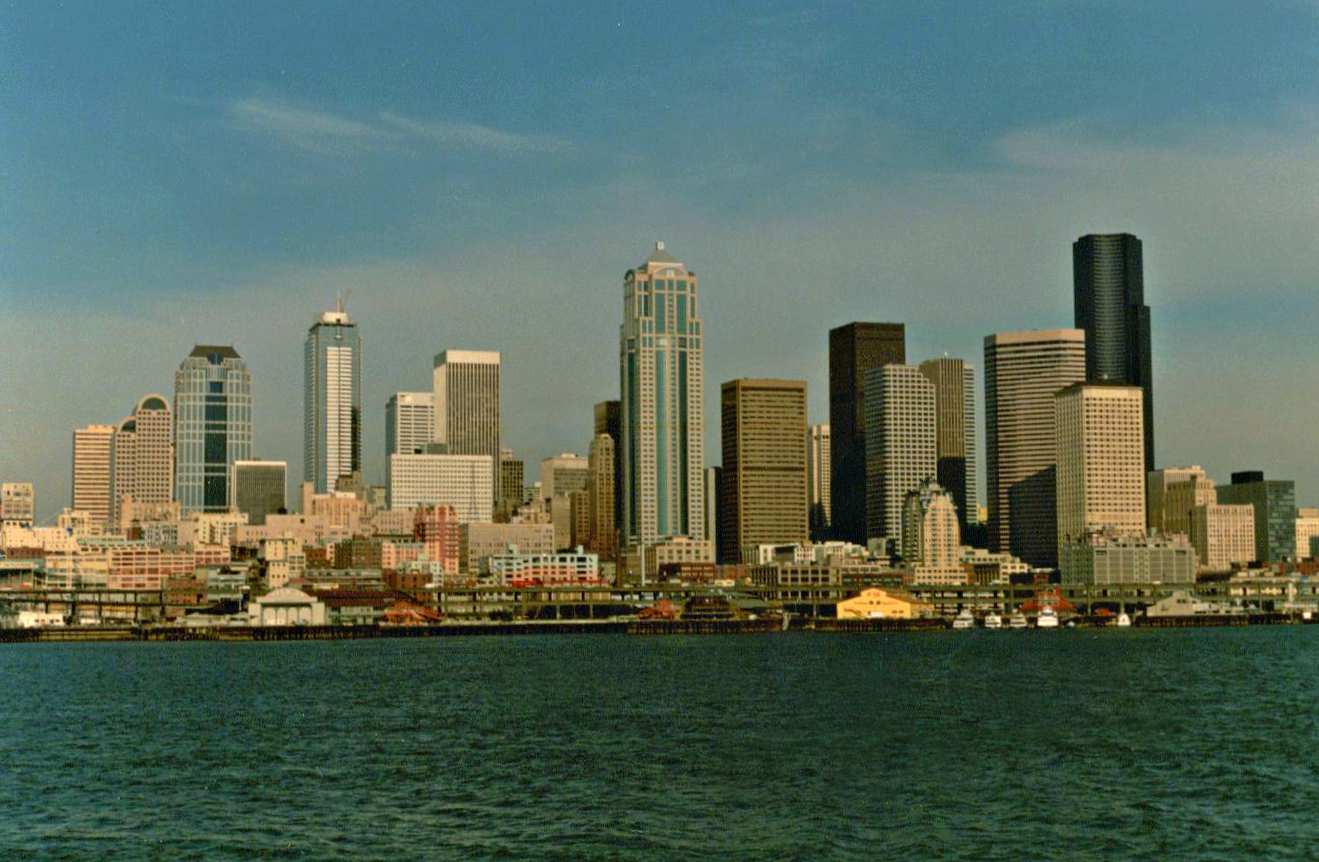
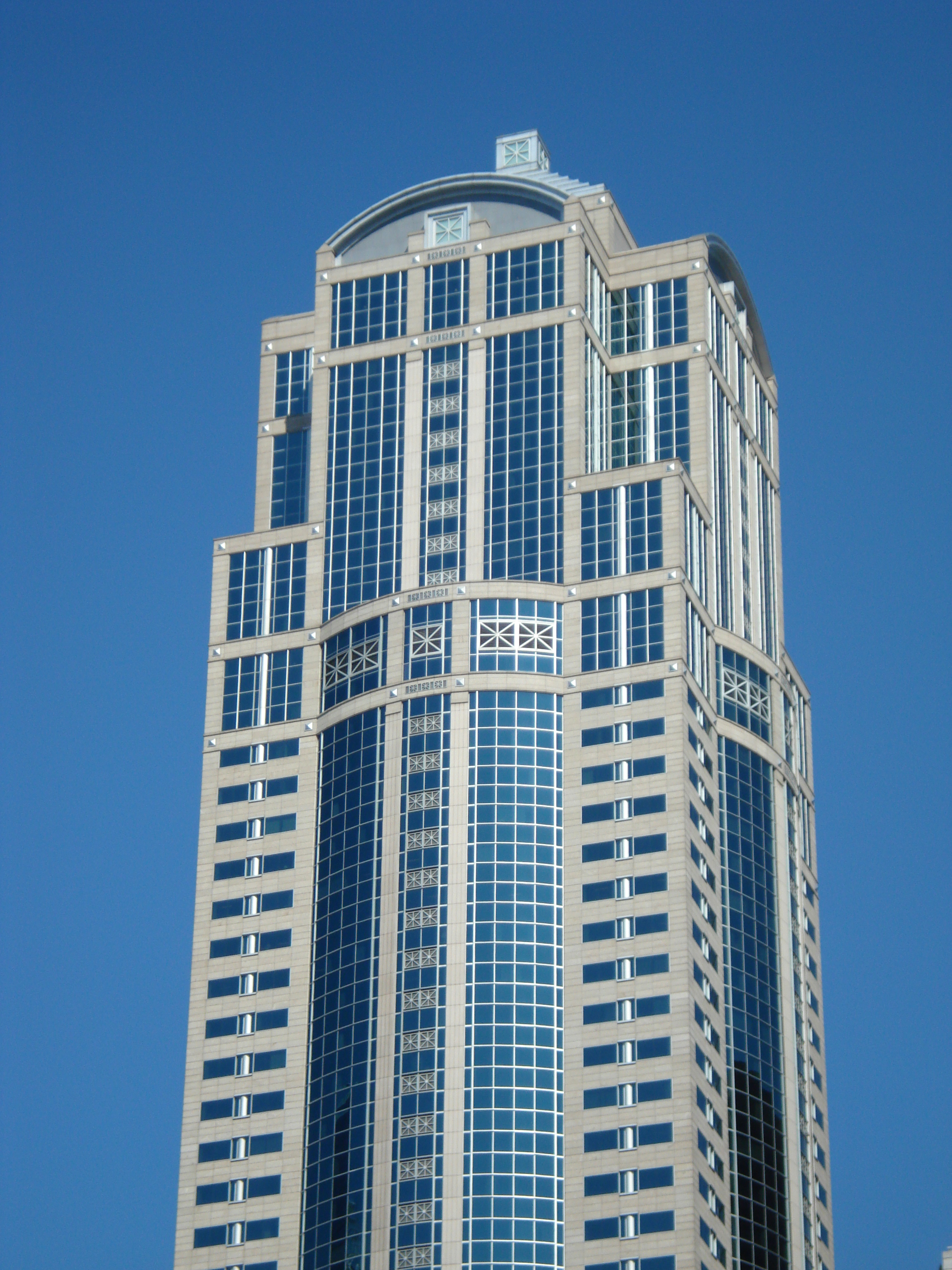
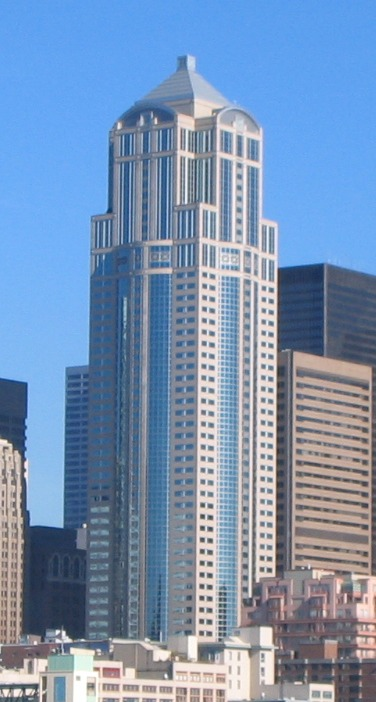